# Slovenska biografija
Slovenska biografija je spletni portal, ki ga vzdržuje Biblioteka SAZU in združuje tri biografske leksikone: Slovenski biografski leksikon (SBL, 1925–1991), Primorski slovenski biografski leksikon (PSBL, 1974–1994) in Novi Slovenski biografski leksikon - NSBL; 1. zvezek s črko A (2013), 2. zvezek (B–Bla; 2017), 3. zvezek (Ble-But; 2018), 4. in 5. zvezek (C in Č; 2022). Ti leksikoni so že izšli v tiskani obliki. Vsebinsko zanj skrbi uredništvo NSBL na ZRC SAZU, ki ima bazo na Inštitutu za kulturno zgodovino ZRC, kjer je tudi fizični arhiv SBL (ok. 22.000 osebnih map) in podatkovna zbirka PZSBL, ki vsebuje evidenco okoli 70.000 oseb z vseh področij delovanja. Spletni portal se, tako kot PZSBL, sproti posodablja z novimi gesli iz NSBL in novimi ključnimi biografskimi podatki.